# Alcmaria
Villa Alcmaria is een villa in Baarn in de provincie Utrecht.
Alcmaria staat op de hoek van de Bosstraat en de Javalaan. De topgevel aan de kant van de Bosstraat is gelijk aan de topgevel aan de Javalaan. De villa werd gebouwd naar voorbeeld van het inmiddels afgebroken pand dat in 1887 op de kavel ernaast werd gebouwd. Begin jaren negentig van de 20e eeuw is nieuwbouw geplaatst op die kavel aan de achterzijde van het pand.